# Эдилов, Ризавди Романович
Ризавди́ Рома́нович Эди́лов (26 июня 1988, Грозный, Чечено-Ингушская АССР, РСФСР, СССР) — российский футболист, вратарь.

## Карьера
Воспитанник грозненского «Терека», в 2005 году провёл 24 матча за дублирующий состав клуба, в которых пропустил 27 мячей. Поскольку «Терек» вылетел из Премьер-лиги, следующие два сезона Эдилов провёл с командой в Первом дивизионе. В 2006 году сыграл в 4 встречах, в которых пропустил 7 мячей. В 2007 году сыграл в одном матче, и стал, вместе с командой, серебряным призёром первенства. 22 ноября 2008 года дебютировал в Премьер-лиге, выйдя на замену во втором тайме матча 30-го тура против самарских «Крылышек», пропустил один мяч. Помимо этого, провёл в том сезоне 24 матча за молодёжный состав клуба, в которых пропустил 27 мячей. В январе 2009 года в Германии перенёс операцию на пахе. В сезоне 2009 года сыграл в 2-х матчах, пропустил 4 гола.

## Достижения
«Терек»
2-е место в Первом дивизионе России (выход в Высший дивизион) (1): 2007